# L'Enfant du Danube
Pour les articles homonymes, voir L'Enfant du Danube (homonymie).
Pour plus de détails, voir Fiche technique et Distribution.
L'Enfant du Danube est un film français réalisé par André Alexandre et Charles Le Derlé, sorti en 1936.

## Synopsis
Un batelier du Danube qui ne peut pas avoir d'enfants prend comme passagères une femme et sa nièce.

## Fiche technique
- Titre original : L'Enfant du Danube
- Réalisation : André Alexandre, Charles Le Derlé
- Dialoguiste : Louis-Jean Finot
- Musique : Félix Günther, Sneyder
- Producteur : Max Neufeld
- Pays d'origine :  France
- Format :  Son mono - Noir et blanc   - 1,33:1
- Genre : Comédie
- Durée : 83 minutes (1 h 23)[2]
- Date de sortie : 
  - France : 14 août 1936

## Distribution
- Ginette Gaubert
- Josseline Gaël : Hélène
- Henri Marchand : un matelot
- Pierre Nay
- Victor Vina